# Peña Blanca Uno
Peña Blanca Uno är en ort i Mexiko.   Den ligger i kommunen Tierra Blanca och delstaten Guanajuato, i den centrala delen av landet, 220 km nordväst om huvudstaden Mexico City. Peña Blanca Uno ligger 1 645 meter över havet och antalet invånare är 425.
Terrängen runt Peña Blanca Uno är huvudsakligen kuperad. Peña Blanca Uno ligger nere i en dal. Runt Peña Blanca Uno är det ganska glesbefolkat, med 25 invånare per kvadratkilometer. Närmaste större samhälle är Victoria, 12,3 km nordväst om Peña Blanca Uno. Omgivningarna runt Peña Blanca Uno är i huvudsak ett öppet busklandskap.